# Montilla (stacja kolejowa)
Montilla (hiszp: Estación de Montilla) – stacja kolejowa w miejscowości Montilla, w prowincji Kordoba we wspólnocie autonomicznej Andaluzja, w Hiszpanii. Obecnie stacja nie obsługuje żadnych połączeń pasażerskich, jedynie pojedyncze pociągi towarowe.

## Położenie
Stacja znajduje się w km 40 linii Córdoba – Málaga, na wysokości 338 m n.p.m..

## Historia
Stacja została uruchomiona 15 sierpnia 1865 wraz z otwarciem odcinka Kordoba-Álora, linii Córdoba - Málaga. Prace zostały przeprowadzone przez Compañía del Ferrocarril de Córdoba a Málaga, która została utworzona do tego celu w 1861, jednak, ze względu na niską wydajność gospodarczą, nie przetrwała długo i zakończyła się integracją firmy w 1879 z Compañía de los Ferrocarriles Andaluces. w 1941 roku, w wyniku nacjonalizacji całej hiszpańskiej sieci kolejowej, stała się częścią RENFE.
Od 31 grudnia 2004 Renfe Operadora obsługuje linie kolejowe, podczas gdy Adif jest właścicielem obiektów kolejowych.

## Linie kolejowe
- Córdoba – Málaga